# Basilique du Sacré-Cœur-de-Jésus d'Atlanta
La basilique du Sacré-Cœur-de-Jésus (en anglais basilica of the Sacred Heart of Jesus) est une église catholique située au cœur du centre-ville d'Atlanta, en Géorgie, aux États-Unis. L'édifice est inscrit au registre national des lieux historiques en 1976, avant d’être élevé au rang de basilique mineure en 2010.
L'église trouve ses origines en 1880, lorsque la paroisse des Saints Pierre et Paul est fondée pour desservir la partie nord de la ville. En 1897, les pères Maristes prennent la responsabilité de la paroisse et entament la construction de l'église actuelle, conçue par l'architecte Walter T. Downing, qui allie des éléments d'architecture romane française et de revivalisme roman. L'église est consacrée l'année suivante sous le nom d'Église du Sacré-Cœur de Jésus, entraînant ainsi le changement de nom de la paroisse. Au fil des décennies, l'église connaît une croissance soutenue et, en 1917, elle se classe parmi les plus grandes paroisses administrées par les Maristes. Dans les années 1960, ce groupe cède la gestion de l'église à l'archidiocèse d'Atlanta. Les décennies suivantes sont marquées par un déclin de la zone environnante, ce qui suscite des préoccupations quant à la pérennité de l'église. Néanmoins, l'église continue de fonctionner et constate une augmentation de sa congrégation. En 2010, elle compte environ 1 300 familles parmi ses fidèles.

## Histoire

### Paroisse des Saints Pierre et Paul
À la fin du XIXe siècle, la ville d’Atlanta connaît une forte croissance démographique, portée par une expansion urbaine orientée vers le nord depuis le centre-ville,. Cette dynamique entraîne une demande accrue de la part des fidèles catholiques pour la création d’un lieu de culte dans les quartiers nord,, alors encore desservis par la paroisse de l’église de l’Immaculée Conception. En réponse à ce besoin, le 28 février 1880, Mgr William Hickley Gross, évêque du diocèse de Savannah, institue une nouvelle paroisse, dédiée aux saints Pierre et Paul,,. Celle-ci est formée à partir d’une portion du territoire de l'immaculée Conception,, et couvre l’ensemble de la ville situé au nord de Edgewood Avenue, de la Georgia Railroad et de la Western and Atlantic Railroad. Peu après sa création, la paroisse fait construire en hâte un édifice en bois sur Marietta Street afin d’y établir son église,,,,. Dès sa première année d’existence, elle rassemble environ 250 fidèles. Le 6 avril 1880, elle célèbre son premier baptême. Plus tard la même année, les sœurs de la Miséricorde y fondent une école paroissiale qui accueille près de 125 élèves. Cette institution scolaire demeure active jusqu’en 1892, année où elle ferme ses portes en raison de contraintes financières.

### Établissement du Sacré-Cœur
En 1897, l’évêque Thomas Albert Andrew Becker, à la tête du diocèse de Savannah, fait appel aux pères Maristes pour renforcer la présence catholique à Atlanta et dans les missions du nord de la Géorgie, une région couvrant environ 25 000 km2. Les Maristes acceptent officiellement cette mission le 12 mai et, dès le mois suivant, ils désignent un nouveau curé pour assurer la direction de la paroisse locale. À leur arrivée à l’église des Saints Pierre et Paul (Saints Peter and Paul), ils constatent que les bâtiments existants sont vétustes et mal situés. Face à cet état de fait, ils élaborent un projet de construction d’un nouvel édifice religieux. Le 14 juillet, ils acquièrent pour 12 000 dollars un terrain situé à l’angle de Peachtree Street et Ivy Street, pour construire la future église, dont la conception est confiée à l'architecte Walter T. Downing,,. Une campagne de levée de fonds est alors lancée par les Maristes, qui parviennent à recueillir 10 851 dollars. Les travaux de construction débutent en septembre, tandis que les célébrations liturgiques se poursuivent dans l’église en bois existante jusqu’à l’achèvement du nouvel édifice. Le chantier se prolonge jusqu’en 1898, et les coûts engagés dépassent largement les fonds initialement récoltés. Le 1er mai 1898, l’église nouvellement édifiée est solennellement consacrée par l’évêque Becker au Sacré-Cœur de Jésus,, ce qui marque, de facto, le changement officiel de nom de la paroisse, désormais placée sous cette nouvelle dédicace,. L’ancien bâtiment en bois est abandonné puis vendu quelques années plus tard, en 1905.

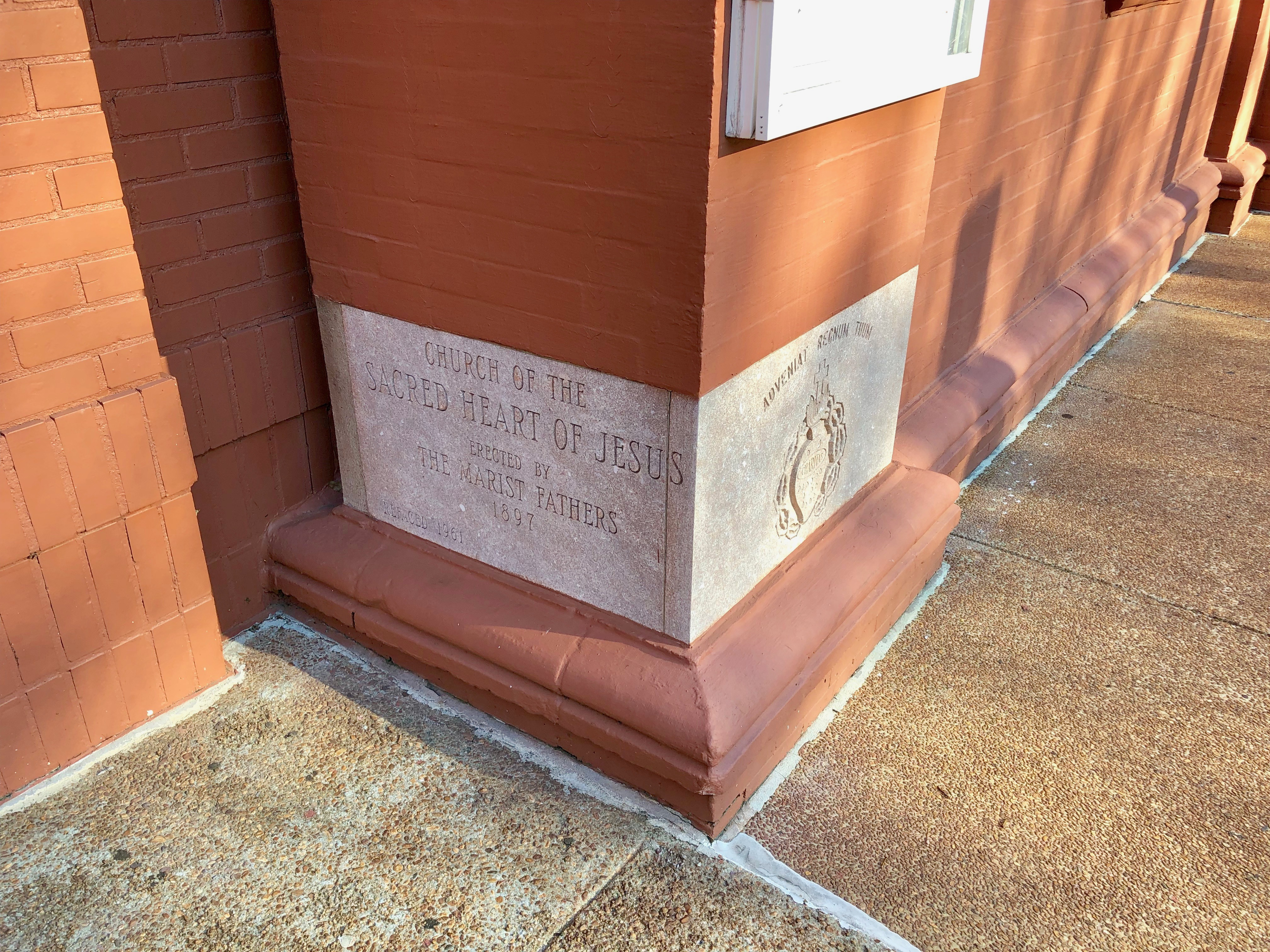
La pose de la première pierre de la nouvelle église marque le début de sa construction en 1897.

En 1898, la paroisse compte environ 340 fidèles. La même année, John Edward Gunn devient le curé de l’église du Sacré-Cœur de Jésus,. Dès ses débuts sous la direction de Gunn, la jeune église connaît une croissance rapide, et, en 1910, elle rassemble près de 1 250 paroissiens. Elle accueille majoritairement une population catholique d’origine irlandaise, parmi laquelle figure Maybelle Stephens Mitchell, suffragette de renom, membre de la paroisse au début des années 1900. En 1905, l’église ouvre une école du dimanche dans son sous-sol, et, en 1909, des membres des sœurs de Saint-Joseph fondent une école au sein de la paroisse. Parallèlement, des travaux d’amélioration du bâtiment se poursuivent : des vitraux sont posés en 1902, puis l’intérieur de l’église est orné et peint en 1907. En 1911, Gunn quitte ses fonctions de curé pour devenir évêque du diocèse de Natchez ; son ordination épiscopale a lieu dans l’église le 29 août. L’année suivante, l’église catholique Notre-Dame de Lourdes (Our Lady of Lourdes) est fondée sur le territoire paroissial du Sacré-Cœur, devenant la première église catholique « non territoriale » de la ville, avec pour mission principale de servir la population afro-américaine locale. 

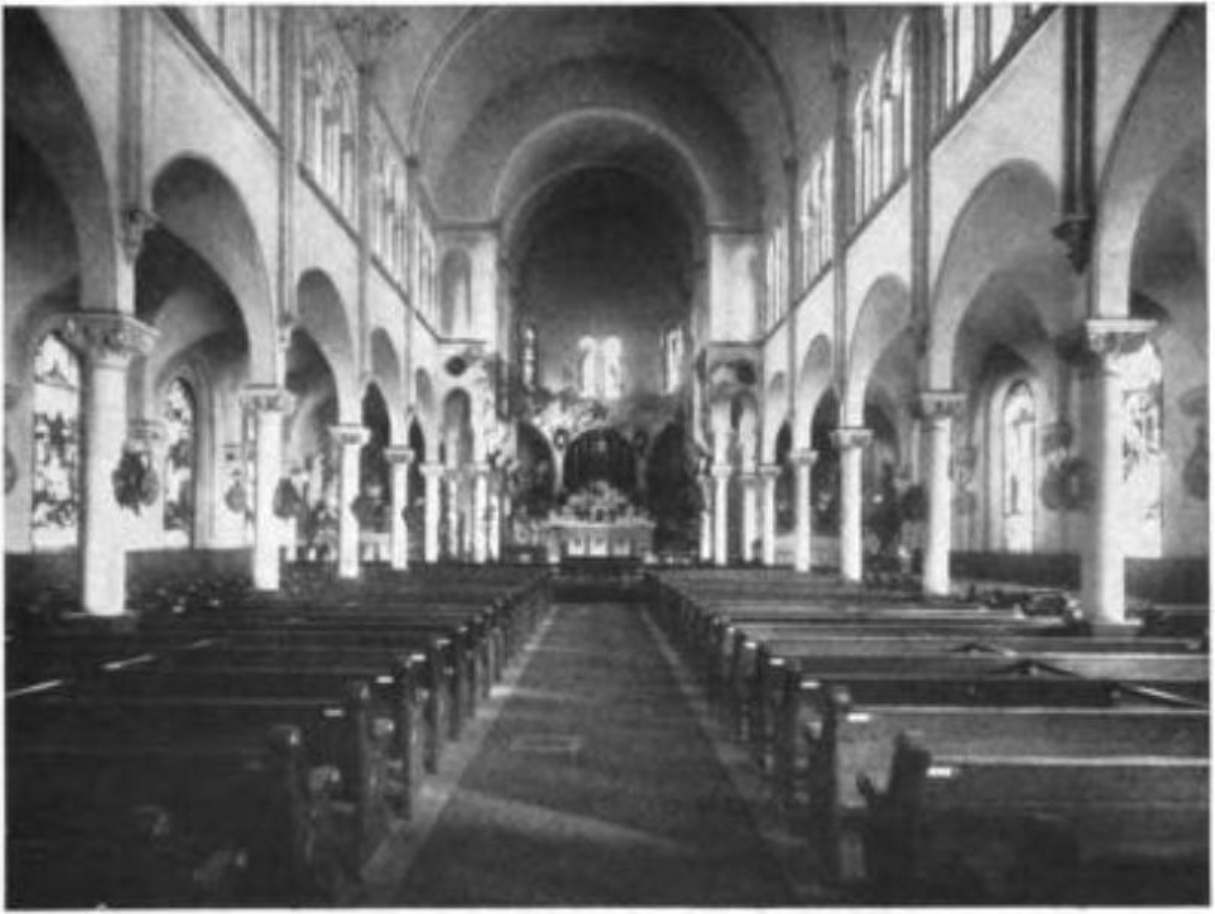
Intérieur de l'église en 1914.

En 1913, une nouvelle maison presbytérale est édifiée pour l’église du Sacré-Cœur au coût de 40 000 dollars. Elle est bénie le 19 mars de la même année. À cette période, la paroisse compte environ 2 000 fidèles, tandis que l’école paroissiale accueille 260 élèves. Parallèlement, les pères Maristes étendent leur action missionnaire dans le nord de l’État, en particulier dans les localités desservies par les lignes ferroviaires qui sillonnent la région. Dès 1917, l’église du Sacré-Cœur s’impose comme l’un des établissements majeurs confiés aux Maristes : dix prêtres y assurent le service pastoral d’une communauté estimée entre 2 500 et 3 000 membres, répartis entre l’église mère d’Atlanta et plusieurs missions implantées dans le nord de la Géorgie. Le 9 juin 1920, l’édifice est solennellement consacré par Mgr Edward Patrick Allen, évêque du diocèse de Mobile, devenant ainsi la première église catholique d’Atlanta à bénéficier de cette distinction. En 1924, un bâtiment conçu pour abriter l’école paroissiale est construit à proximité immédiate de l’église par le cabinet d’architecture Pringle and Smith, établi à Atlanta. En 1938, l’intérieur de l’église fait l’objet d’une importante campagne de rénovation. À l’issue des travaux, l’édifice est de nouveau béni, le 11 septembre, par Mgr Gerald O’Hara, évêque de Savannah-Atlanta,.

### Fin duXXesiècle
En 1961, la façade extérieure de l’église fait l’objet d’une rénovation complète. Le 5 septembre 1965, sa gestion revient à l’archidiocèse d'Atlanta, les Maristes ayant décidé de concentrer leur ministère local sur la paroisse Notre-Dame-de-l'Assomption (Our Lady of the Assumption). Après près d’un an de négociations entre les deux parties, le transfert d’administration est officiellement entériné le 5 septembre 1966. Le 13 mai 1976, l’église est inscrite au registre national des lieux historiques, le registre fédéral des sites historiques protégés aux États-Unis,. Au cours des décennies 1970 et 1980, le quartier environnant connaît un déclin progressif, suscitant des craintes quant à une éventuelle fermeture du lieu de culte. Malgré ce contexte difficile, l’église poursuit ses activités et bénéficie de plusieurs projets d’aménagement, notamment la construction d’un nouveau presbytère achevé en 1977, ainsi qu’une vaste campagne de rénovation intérieure amorcée en 1978. Pendant ces travaux, un incendie volontaire endommage le sous-sol du bâtiment. Toutefois, la structure principale demeure intacte, et les réparations sont rapidement menées à bien. Le 10 avril 1990, la ville d’Atlanta confère à l’édifice le statut de  « Landmark Building », une distinction visant à promouvoir la conservation du patrimoine architectural de la ville d'Atlanta. Le 12 juin 1995, Mère Teresa visite l’église au cours d’un déplacement à Atlanta et y assiste la messe. Quelques années plus tard, le 3 mai 1998, la paroisse célèbre son centenaire à l’occasion d’une messe solennelle.

### Basilique mineur
En 2010, l’église enregistre une forte expansion de sa communauté, fruit d’une croissance soutenue au cours des années précédentes, et rassemble alors environ 1 300 familles au sein de sa paroisse. Cette même année, elle se voit conférer le titre de basilique mineure par le Dicastère pour le culte divin et la discipline des sacrements, une distinction qui lui accorde des privilèges liturgiques et symboliques spécifiques, absents des églises paroissiales ordinaires. L’initiative de cette démarche émane du curé de la paroisse, qui a évoqué l’idée dès le début des années 2000, bien qu’aucune action concrète ne soit entreprise avant 2007. À cette date, le curé soumet officiellement une requête à l’archevêque d'Atlanta, lequel la valide et la transmet à la conférence des évêques catholiques des États-Unis ; celle-ci relaie à son tour la demande auprès du Saint-Siège. Le titre est officiellement accordé le 22 février, faisant de l’église la 67e basilique reconnue aux États-Unis, ainsi que la première à recevoir cette distinction dans l’archidiocèse et dans l’état de Géorgie. En 2025, l’édifice figure parmi les rares constructions encore conservées dans la région datant du tournant du XXe siècle, et la paroisse demeure l’une des plus anciennes toujours en activité au sein de l’archidiocèse.

## Architecture

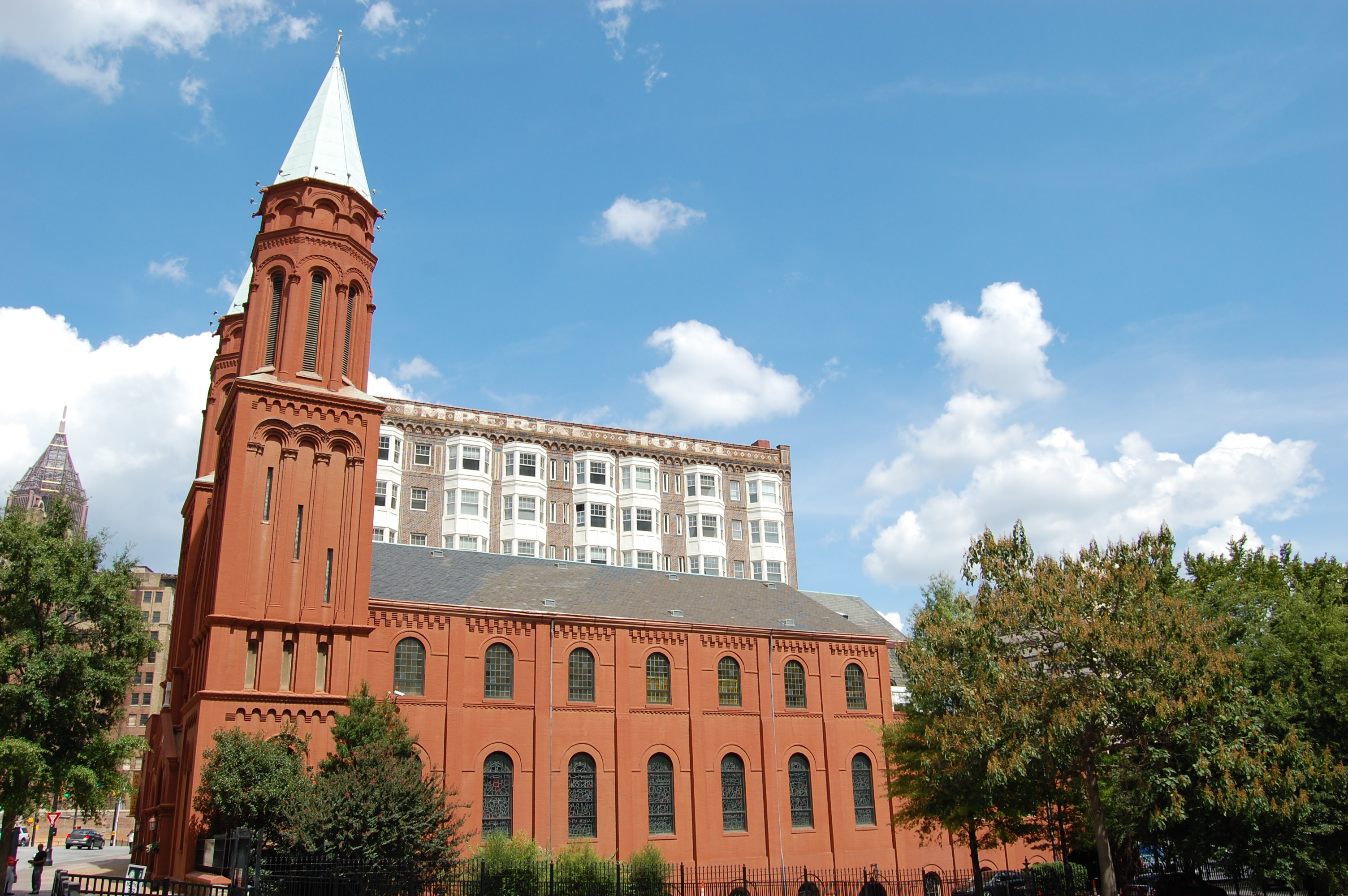
Une vue latérale de l'église, photographie prise en 2012.

L’église se situe au 353 Peachtree Street NE, à l’angle de cette voie et de Peachtree Center Avenue, autrefois connue sous le nom d’Ivy Street,,. Son architecture mêle des éléments du style roman français,, et du style néo-roman, ce qui amène l’architecte Robert Michael Craig à la décrire comme « l’une des plus remarquables églises néo-romanes du sud des États-Unis ». L’édifice principal, de plan rectangulaire, s’élève sur deux niveaux. Sa façade extérieure est principalement constituée de brique et de terre cuite,, enrichie de détails ornementaux en marbre. La façade antérieure se distingue par une arcade composée de trois portails, chacun encadré par un arc en plein cintre. Au-dessus de ces entrées, une façade plane est dominée par une grande rosace ornée d’un motif représentant le Sacré-Cœur. À l’origine, cinq marches en granit donnent accès à l’entrée principale, mais elles sont supprimées en 1912, à la suite du talutage en gradin de la rue Ivy. De part et d’autre de l’arcade se dressent deux tours octogonales, hautes de 42 m,, surmontées chacune d’un beffroi à persiennes et d’une toiture en pavillon.
La nef de l’édifice s’articule autour d’imposantes arcades qui s’ouvrent en direction du sanctuaire, centre liturgique de l’ensemble, dominé par un baldaquin abritant un crucifix grandeur nature. Ce dernier surplombe le tabernacle, élément central du culte eucharistique, placé au cœur du sanctuaire. Dans l’abside, au-dessus du tabernacle, se déploie une représentation du Sacré-Cœur de Jésus, emblème de dévotion et de miséricorde divine. L’arc qui marque la transition entre la nef et le sanctuaire est orné de cinq symboles iconographiques : au sommet, le Christ y est figuré en Agneau de Dieu, tandis que les quatre symboles inférieurs illustrent les Évangélistes selon la tradition patristique : le lion pour Marc, l’aigle pour Jean, le taureau pour Luc et l’homme pour Mathieu. Plus bas sur l’arc, apparaissent les armoiries des Maristes ainsi que celles de l’archidiocèse. La nef est rythmée par une série de vingt-huit vitraux, œuvres des ateliers Mayer de Munich. L’ensemble est couronné par un toit à pignon.

## Marist College

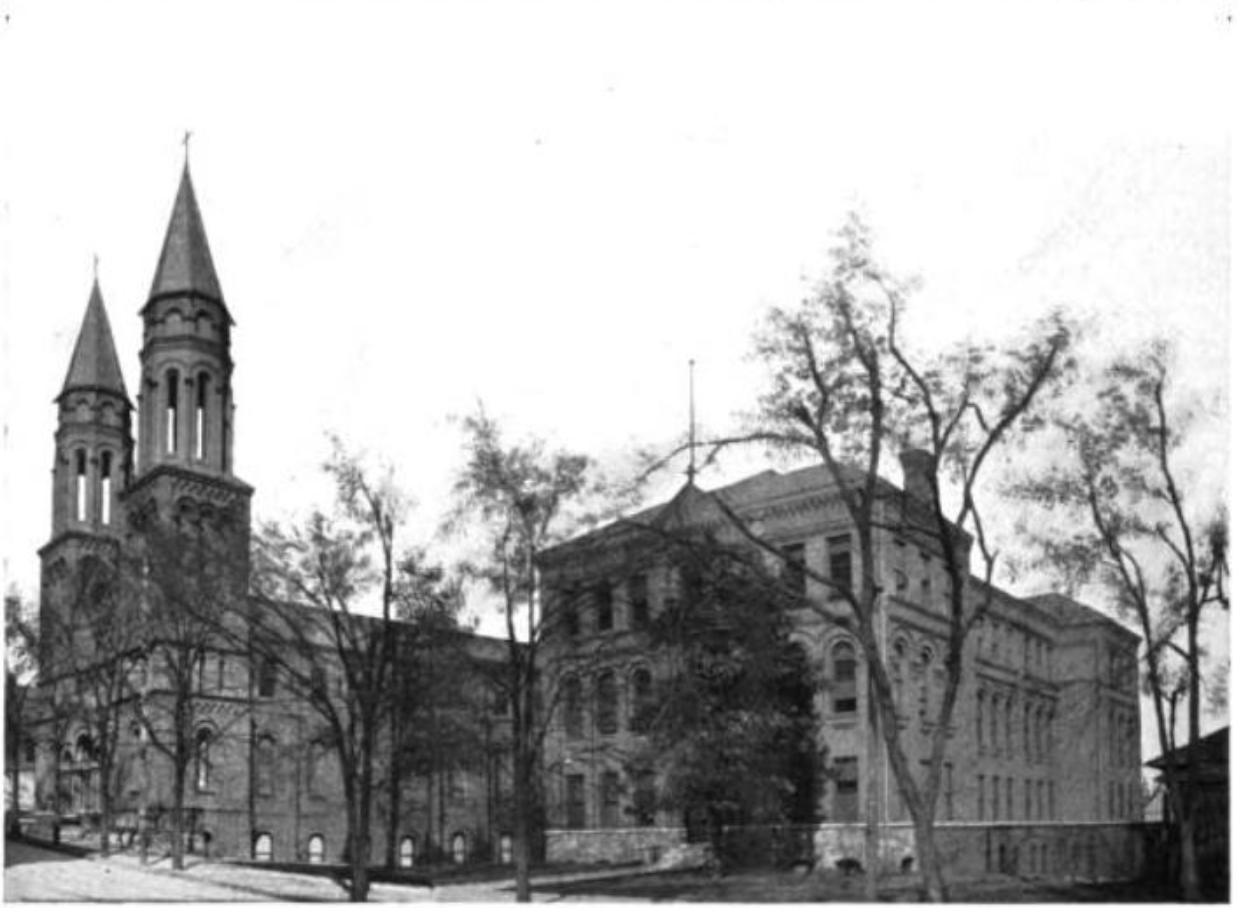
L'église et le Marist College (à droite), c. 1914.

En 1901, le pasteur Gunn fait l’acquisition d’un terrain jouxtant l’église dans le but d’y fonder une académie militaire pour garçons, placée sous l’autorité de l'église. Les travaux de construction de cette nouvelle institution, baptisée Marist College, débutent en juin de la même année. L’établissement ouvre officiellement ses portes le 2 octobre, avec un programme essentiellement orienté vers l’enseignement secondaire, auquel s’ajoutent quelques cours de niveau universitaire, supprimés vers 1905. Le bâtiment principal de l’école se compose de trois étages surmontant un sous-sol, et le campus comprend également un gymnase. Lors de l’année scolaire 1907-1908, environ 127 élèves y sont inscrits. L’établissement connaît un développement régulier au cours de ses premières années, atteignant 140 élèves en 1914. Durant la Première Guerre mondiale, 85 % des anciens élèves du Marist College qui sont enrôlés dans l’armée américaine sont promus officiers. Selon une publication historique parue en 1917, l'établissement bénéficiait alors d’une double accréditation délivrée par l'université catholique d'Amérique et l’University of the South. Cette même année, un programme du Reserve Officers Training Corps est mis en place. Entre 1922 et 1933, l’établissement organise un camp d'été au bord du lac Rabun, à Lakemont, en Géorgie. Dans les années 1950, les effectifs atteignent environ 225 élèves. En 1957, un terrain est acquis au nord de la ville en vue de la construction d’un nouveau campus. Celui-ci entre en service en 1962, année où l’institution prend le nom de Marist School. L’ancien bâtiment situé à proximité de l’église est abandonné en 1976, avant d’être démoli par la suite.